# E-Prix di Punta del Este
L'E-Prix di Punta del Este è un evento automobilistico con cadenza annuale destinato alle vetture a trazione interamente elettrica del campionato di Formula E tenuto a Punta del Este. La prima edizione si è corsa il 13 dicembre 2014, ed è stato il terzo E-Prix nella storia della categoria.

## Circuito
L'evento si disputa sul Circuito cittadino di Punta del Este, che si trova in prossimità della città di Punta del Este. Ricavato dal circuito utilizzato per il campionato turismo argentino, è lungo circa 2,8 km che si snodano attraverso la città, con 20 curve.

## Albo d'oro
| Edizione | Tracciato                            | Vincitore                      | Secondo                        | Terzo                           | Pole position                   | Giro veloce                    |
| -------- | ------------------------------------ | ------------------------------ | ------------------------------ | ------------------------------- | ------------------------------- | ------------------------------ |
| 2014     | Circuito cittadino di Punta del Este | Sébastien Buemi Renault-e.dams | Nelson Piquet Jr. China Racing | Lucas Di Grassi Audi Sport ABT  | Jean-Éric Vergne Team Andretti  | Daniel Abt Audi Sport ABT      |
| 2015     | Circuito cittadino di Punta del Este | Sébastien Buemi Renault-e.dams | Lucas Di Grassi Audi Sport ABT | Jérôme d'Ambrosio Dragon Racing | Jérôme d'Ambrosio Dragon Racing | Sébastien Buemi Renault-e.dams |
| 2018     | Circuito cittadino di Punta del Este | Jean-Éric Vergne Techeetah     | Lucas Di Grassi Audi Sport ABT | Sam Bird DS Virgin Racing       | Jean-Éric Vergne Techeetah      | José María López Dragon Racing |